# Juno Ridge
Juno Ridge statisztikai település az USA Florida államában, Palm Beach megyében. Lakosainak száma 1186 fő (2020. április 1.).

## Népesség
A település népességének változása:
| Lakosok száma | 742  | 718  | 1186 |
|               | 2000 | 2010 | 2020 |